# Kaffeine
Kaffeine一個KDE下的媒體播放器。
預設情況下它使用xine媒體框架。它還支持使用MPlayer項目的專有格式二進制編解碼器。Kaffeine開發者也提供了Mozilla 插件作為播放串流內容的網站。
特點包括串流媒體、DVB、DVD、Video CD和音訊CD。

## 另見
- Dragon Player
- KMPlayer

## 外部連結
- Kaffeine website
- Handbook （页面存档备份，存于）